# جورج تاكي
جورج هوساتو تاكي (بالإنجليزية: George Takei)‏ (باللغة اليابانية: ジョージ・タケイ. كان اسمه عند الميلاد: هوساتو تاكي، وقد وُلد في 20 نيسان من عام 1937) ممثل أمريكي ومؤلف وناشط. اشتُهر بدوره الذي أدى فيه شخصية هيكارو سولو، مدير دفة السفينة الفضائية المدعوة يو إس إس إنتربرايز (USS Enterprise) في المسلسل التليفزيوني ستار تريك. وفوق هذا لعب دور نفس الشخصية في سلسلة أفلام ستار تريك الستة، وفي حلقة واحدة من مسلسل ستار تريك: فوياجر.
بحلول شهر أبريل عام 2018 كانت صفحته على فيسبوك قد جذبت أكثر من 10 ملايين متابع بعد أن أنشأها في عام 2011، والحساب كثيرًا ما يشاركهم في صور عليها تعليقات أصلية هزلية. جورج تاكي من مُناصري حقوق مجتمع الميم، وهو فوق هذا نشيط في السياسة الوِلائية والمحلية. حصل تاكي على عديد من الجوائز والأوسمة، عن عمله في مجال حقوق الإنسان وفي العلاقات بين اليابان والولايات المتحدة الأمريكية، من قبيل عمله مع المتحف الوطني الياباني الأمريكي.
عمل تاكي في برنامج ألاينس في مسرح برودواي، وفيما يتعلق أيضًا بتجربته الشخصية في أحد معسكرات اعتقال اليابانيين في الولايات المتحدة في أثناء الحرب العالمية الثانية، وهذا أتاح له منبرًا يتكلم من خلاله ضد خطاب إدارة الرئيس ترامب عن المهاجرين وسياسات الهجرة.

## النشأة
وُلد جورج هوساتو تاكي في يوم 20 أبريل من عام 1937 (وكان اسمه عند ميلاده: هوساتو تاكي) في لوس أنجلوس في ولاية كاليفورنيا، وهو ابن لوالدين أمريكيَّين يابانيَّين هما فوميكو إيميلي ناكامورا (وهي من مواليد مدينة سكرامنتو بولاية كاليفورنيا) وتاكيكوما نورمان تاكي (وهو من مواليد محافظة ياماناشي) الذي كان يعمل في مجال العقارات. سماه أبوه جورج على اسم جورج السادس ملك المملكة المتحدة، الذي تتوَّج ملكًا في عام 1937، بعد وقت وجيز من ميلاد تاكي. في عام 1942 اضطُرت أسرة تاكي إلى العيش إسطبلات الخيول المحوَّلة إلى منازل في متنزه سانتا أنيتا، قبل أن تُنقل إلى «مركز روهور للترحيل الحربي» للاعتقال في منطقة روهور في أركنساس. بعد ذلك نُقلت الأسرة إلى «مركز بحير تول للترحيل الحربي» في ولاية كاليفورنيا. 
كان لجورج تاكي عديد من الأقارب الذين يعيشون في اليابان في أثناء الحرب العالمية الثانية، وكان من بينهم عمة وابنها الرضيع، وكانا يعيشان في هيروشيما، وقد قُتل كلاهما في القصف النووي الذي دمر المدينة كلها. جاء على لسان تاكي نفسه: «عُثر على عمتي وابنها الرضيع محروقَين في حفرة في هيروشيما». في آخر الحرب العالمية الثانية عاد تاكي وأسرته إلى مدينة لوس أنجلوس. التحق تاكي بمدرسة ماونت فرنون الإعدادية، وتولى رئاسة قسم البنين في مدرسة لوس أنجلوس الثانوية. كان عضوًا في فرقة الكشافة رقم 379 في معبد كوياسان البوذي. 
بعد أن أتم تاكي دراسته في مدرسته الثانوية، التحق بجامعة كاليفورنيا في بركلي، حيث درس الهندسة. بعد ذلك تحول إلى جامعة كاليفورنيا بلوس أنجلوس، حيث حصل في عام 1960 على درجة بكالوريوس آداب في مجال المسرح، ثم على درجة ماجستير آداب في المسرح في عام 1964. التحق فوق ذلك بمعهد شكسبير في بلدة ستراتفورد أبون آفون في إنجلترا، وجامعة صوفيا في طوكيو. وفي هوليوود درس التمثيل في ورشة ديسيلو. 

## سيرته المِهنية

### بداية سيرته المِهنية
بدأ جورج تاكي سيرته المِهنية في هوليوود في أواخر خمسينيات القرن العشرين، إذ شارك بصوته في دبلجة إنجليزية لفيلم الوحوش الياباني رودان (1956، الولايات المتحدة: 1957)، وفيلم غودزيلا ريدز أجين (1955، الولايات المتحدة: غيغانتس ذا فاير مونستر، 1959)، الذي قال عنه تاكي عند استحضاره لذكرياته: «كانت فيه كلمة واجهنا صعوبة هائلة في فهم معناها والعثور على مقابل إنجليزي لها يناسب حركة نطقها الشفوية في اللغة اليابانية، ألا وهي كلمة: باكايارو، وتعني: الأحمق الغبي»، وقال إن المخرج جعله يستعمل عبارة «بانانا أويل» (banana oil التي تعني زيت موز). شارك تاكي في مسلسل المقتطفات الأدبية التليفزيوني بلايهاوس 90، وفي حلقة «قضية لآلئ التورد» (The Case of the Blushing Pearls) من مسلسل بيري ماسون، وكلاهما كان في عام 1959، ثم شارك عدة مرات في مسلسل هاوايان آي في موسم 1960–1961، منها حلقة مسماوية تُدعى: توماس جيفرسون تشو. أبدع تاكي دور جورج في المسرحية الموسيقية فلا بلاكبيرد!، لكن حين انتقل العرض من لوس أنجلوس إلى برودواي، أُجبر ممثلو الساحل الغربي على إجراء اختبار، فذهب الدور إلى وليام سوغيهارا بدلًا من تاكي. في النهاية اضطُر سوغيهارا إلى إرجاع الدور إلى تاكي، وأنهى تاكي الأشهر الأخيرة من العرض. 
بعد ذلك ظهر تاكي إلى جانب ممثلين مثل فرانك سيناترا في فيلم نيفر سو فيو (بلا ذكر لاسمه في عام 1959)، وريتشارد بورتون في فيلم آيس بالاس، وجيفري هانتر في فيلم هيل تو إترنتي (في عام 1960)، وأليك غينيس في فيلم أ ماجورتي أوف وان (في عام 1961)، وجيمس كان في فيلم رِد لاين 7000 (في عام 1965)، وكاري غرانت في فيلم  ووك، دونت ران (في عام 1966). 

## وصلات خارجية
- جورج تاكي على موقع IMDb (الإنجليزية)
- جورج تاكي على موقع روتن توميتوز (الإنجليزية)
- جورج تاكي على موقع ألو سيني (الفرنسية)
- جورج تاكي على موقع ميوزك برينز (الإنجليزية)
- جورج تاكي على موقع تيرنر كلاسيك موفيز (الإنجليزية)
- جورج تاكي على موقع أول موفي (الإنجليزية)
- جورج تاكي على موقع قاعدة بيانات برودواي على الإنترنت (الإنجليزية)
- جورج تاكي على موقع قاعدة بيانات الأفلام السويدية (السويدية)
- جورج تاكي على موقع إن إن دي بي (الإنجليزية)
- جورج تاكي على موقع ديسكوغز (الإنجليزية)

- الموقع الإلكتروني